# Silvano Tartaglini
Silvano Tartaglini (Roma, 6 gennaio 1923 – Roma, 3 ottobre 2016) è stato un rugbista a 15 e arbitro di rugby a 15 italiano, in carriera attivo nel ruolo di estremo e 8 volte internazionale per l'Italia (di cui fu 3 volte capitano) tra il 1948 e il 1953.

## Biografia
Tartaglini, romano del rione di Testaccio, fu iniziato al rugby nelle giovanili del Littorio quando ancora frequentava le scuole superiori ed entrò nella Rugby Roma nell'immediato dopoguerra sotto la guida tecnica di Francesco Vinci e di fianco a compagni di squadra di livello come Umberto Silvestri, "Bubi" Farinelli e Paolo Rosi, insieme ai quali vinse due scudetti consecutivi nel 1948 e 1949.
Nel 1951, con il ritorno di Paolo Rosi a Roma dopo una stagione all'Aquila, fu proposto a Tartaglini di prenderne il posto dietro compenso non ufficiale (stante la severa politica di dilettantismo della disciplina) di circa 20 000 lire a incontro, pur continuando ad allenarsi a Roma e raggiungendo il capoluogo abruzzese solo nei fine settimana perché nel frattempo aveva iniziato a lavorare allo SCAU (Servizio contributi agricoli unificati), la cassa riscossione dei contributi agricoli dell'INPS.
Il 23 maggio 1948 esordì in nazionale a Parma contro la Cecoslovacchia con una vittoria per 17-0 e scese per la prima volta in campo da capitano a Barcellona nel preliminare della Coppa Europa 1952 contro la Spagna.
Furono 8 in totale, fino al 1953, gli incontri disputati per l'Italia.
Dopo la fine dell'attività sportiva si dedicò per breve tempo all'arbitraggio, anche se le sue direzioni di gara furono talora costellate da episodi curiosi: in un'occasione si intromise nel gioco per mostrare a un estremo il modo di bloccare una palla al volo per poi riconsegnargliela e far riprendere la partita; in un'altra, nel post-gara di un combattuto derby padovano Petrarca — Fiamme Oro, chiese ai giocatori chi fossero i marcatori di giornata perché per ammirare la partita aveva dimenticato di tenere traccia del referto.
Quando nel febbraio 2013 la Federazione Italiana Rugby decise di omaggiare con il cap i giocatori internazionali passati e presenti seguendo la tradizione anglosassone, Tartaglini, all'epoca fresco novantenne, risultò essere il più anziano giocatore ancora in vita a tale data.
Morì a Roma tre anni più tardi, il 3 ottobre 2016, a 93 anni.
Tartaglini, che vanta anche una piccola parte come attore nel film sportivo Gli eroi della domenica del 1953, è capostipite di una famiglia di sportivi: i suoi due figli Lucio e Claudio furono entrambi rugbisti, così come i suoi nipoti Carlo (due presenze in Nazionale) e Oreste Pratichetti, quest'ultimo a sua volta padre dei fratelli Andrea e Matteo Pratichetti, entrambi internazionali di rugby; è inoltre nonno di Flavia Tartaglini, figlia di Lucio, velista bronzo europeo nel windsurf nel 2017.

## Palmarès
- Campionati italiani: 2
Rugby Roma: 1947-48; 1948-49